# Benedykt X
Benedykt X (właśc. Giovanni Mincius; ur. w Rzymie zm. po 1073) – antypapież w okresie od 5 kwietnia 1058 do 24 stycznia 1059.

## Życiorys
Był Rzymianinem; kardynałem-biskupem Velletri od 1057 roku. Po śmierci papieża Stefana IX został antypapieżem dzięki poparciu rodu Tuskulańczyków. Kardynałowie sprzyjający reformie Kościoła nie uznali tego wyboru i obrali w Sienie na papieża Gerarda z Burgundii, który przybrał imię Mikołaj II i uzyskał poparcie cesarza Henryka IV. Mikołaj wygnał z Rzymu Benedykta, który na synodzie w Sutri w 1059 r. został zdetronizowany i obłożony ekskomuniką. Niedługo potem Benedykt został schwytany i uwięziony, a w kwietniu 1060 roku zmuszono go do potwierdzenia swojej detronizacji, pozbawiono go też godności kardynalskiej i biskupiej. Został skazany na przymusowy pobyt w hospicjum św. Agnieszki, gdzie zmarł na początku pontyfikatu Grzegorza VII.